# The Go-Go's

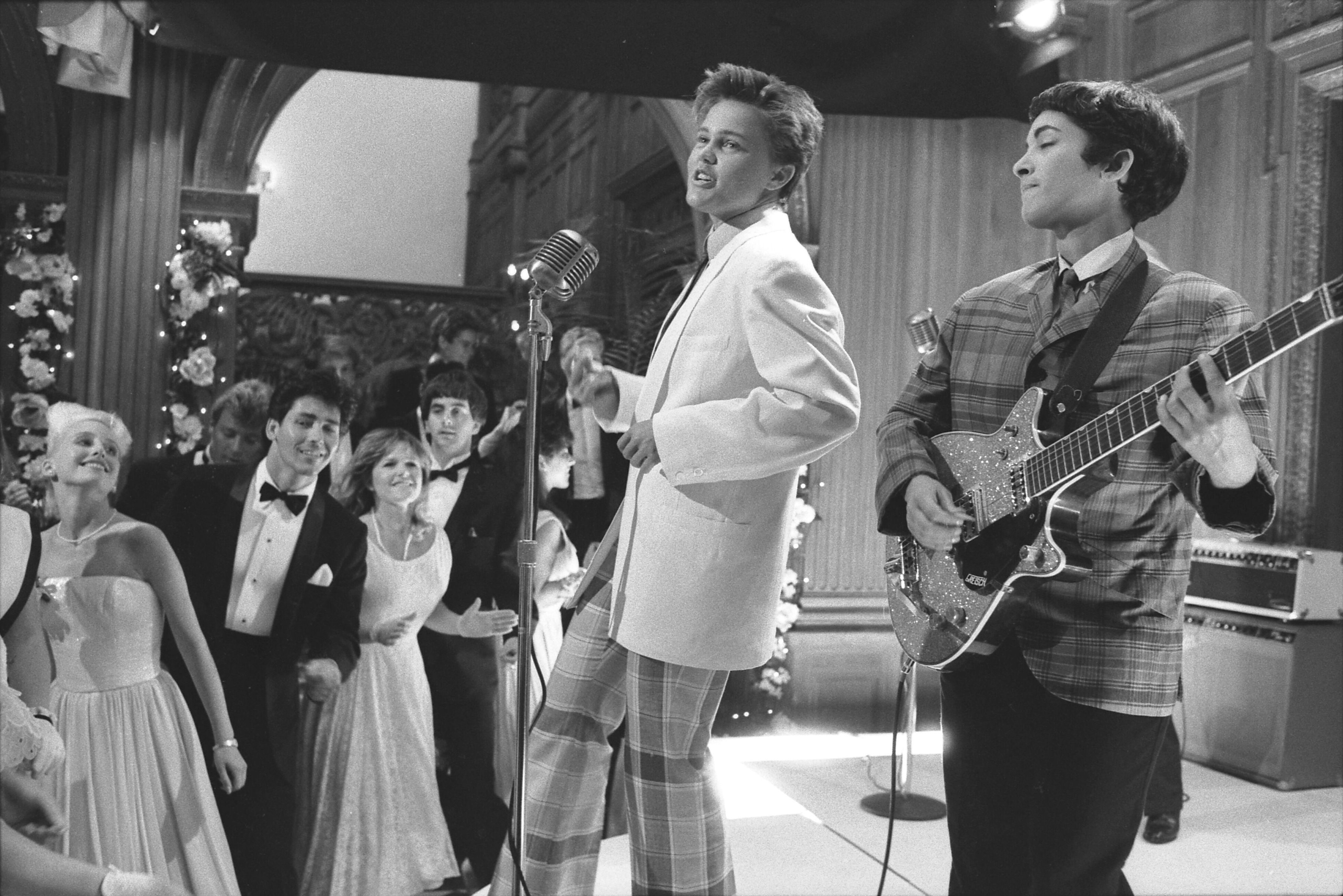
Belinda Carlisle och Jane Wiedlin i "Turn to You" musik videon.

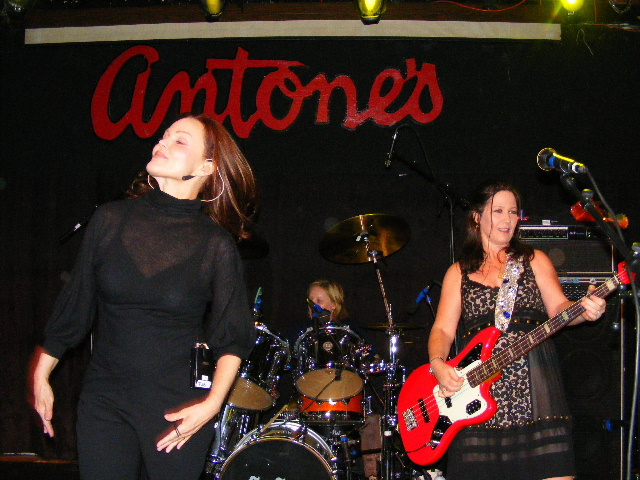
Bandet i Austin, Texas, 2008. Från vänster: Belinda Carlisle, Gina Schock och Kathy Valentine. Utanför bildramen: Jane Wiedlin och Charlotte Caffey.

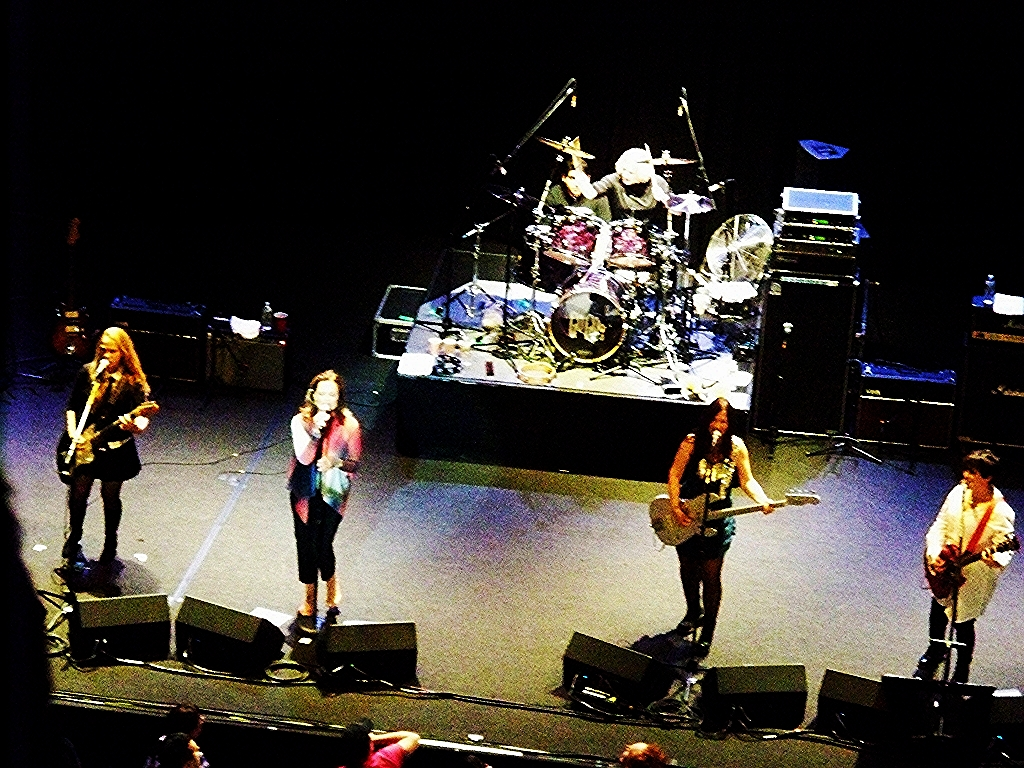
Bandet uppträder 2012.

The Go-Go's är en amerikansk musikgrupp bildad 1977. De var med hitlåtar som "We Got the Beat", "Our Lips Are Sealed" och "Vacation" den mest framgångsrika gruppen med enbart kvinnliga medlemmar som kom fram i punk- och new wave-vågen i slutet på 1970- och början på 1980-talet.
Gruppen bildades 1977 som The Misfits av Belinda Carlisle (sång), Jane Wiedlin (gitarr, sång), Margot Olaverra (elbas) och Elissa Bello (trummor). De bytte snart namn till The Go-Go's och började spela på små klubbar i Kalifornien. Senare samma år tillkom Charlotte Caffey (gitarr, keyboards) och 1979 ersatte Gina Schock Elissa Bello på trummor. Med dessa medlemsbyten övergick gruppen från en rå punkstil till deras mer karakteristiska powerpop. Gruppen spelade in en demo, var förband till den brittiska gruppen Madness och gav på Stiff Records ut singeln "We Got the Beat" som blev en mindre hit. 1980 blev Olaverra sjuk och ersattes av Kathy Valentine. Året därpå fick gruppen skivkontrakt med I.R.S. Records och gav ut albumet Beauty and the Beat som blev en överraskande stor framgång. Det toppade amerikanska albumlistan och sålde i mer än två miljoner exemplar. "Our Lips Are Sealed" nådde 20:e plats på singellistan och en ny version av "We Got the Beat" blev 2:a på listan. Året därpå kom uppföljaren Vacation som också sålde bra, och där titellåten blev en stor singelhit. Från albumet Talk Show 1984 fick gruppen hitlåtar med "Head Over Heels" och "Turn to You", men det sålde inte lika bra som föregångarna. Vid årsskiftet 1984/1985 lämnade Jane Wiedlin gruppen och de splittrades senare samma år. Flera av medlemmarna inledde solokarriärer varav
Belinda Carlisles blev den kommersiellt mest framgångsrika.
Gruppen återförenades ett par gånger på 1990-talet. År 2001 utgav de ett album med nytt material, God Bless The Go-Go's, och har sedan dess varit fortsatt aktiva.

## Diskografi
Studioalbum
- Beauty and the Beat (1981)
- Vacation (1982)
- Talk Show (1984)
- God Bless The Go-Go's (2001)

Singlar (på Billboard Hot 100)
- 1981 – "Our Lips Are Sealed" (#20)
- 1981 – "We Got the Beat" (#2)
- 1982 – "Vacation" (#8)
- 1982 – "Get Up and Go" (#50)
- 1984 – "Head Over Heels" (#11)
- 1984 – "Turn to You" (#32)
- 1985 – "Yes or No" (#84)

## Medlemmar
Nuvarande medlemmar
- Belinda Carlisle – sång (1977–1985, 1990, 1994, 1999–)
- Jane Wiedlin – rytmgitarr (1977–1985, 1990, 1994, 1999–)
- Charlotte Caffey – sologitarr, keyboard (1979–1985, 1990, 1994, 1999–)
- Gina Schock – trummor (1979–1985, 1990, 1994, 1999–)
- Kathy Valentine – basgitarr (1981–1985, 1990, 1994, 1999–2013, 2018–), sologitarr (1985)

Tidigare medlemmar
- Margot Olavarria – basgitarr (1978–1980)
- Elissa Bello – trummor (1978–1979)
- Paula Jean Brown – basgitarr (1985–1986)

Bildgalleri

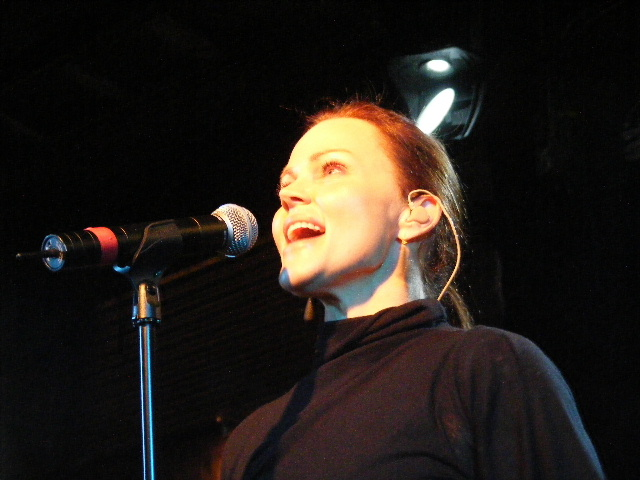
Belinda Carlisle – sång
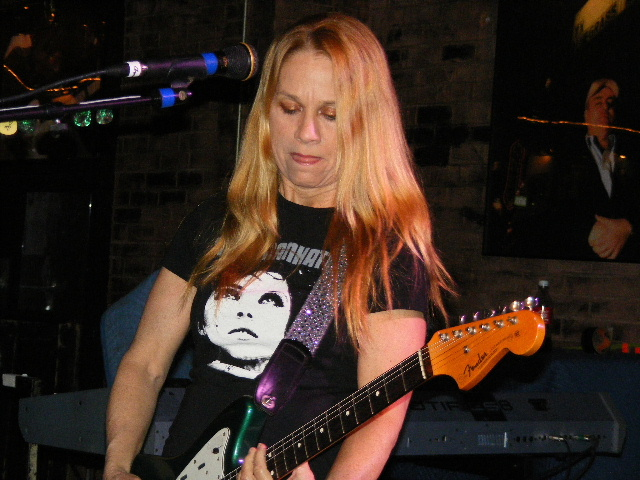
Charlotte Caffey – gitarr, keyboard
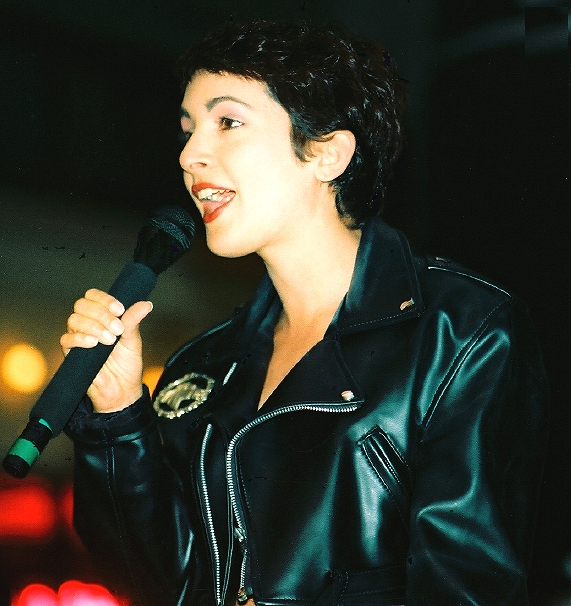
Jane Wiedlin – kompgitarr, sång
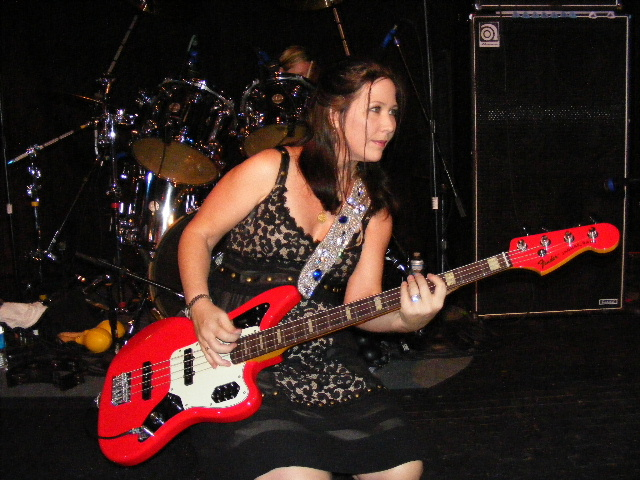
Kathy Valentine – basgitarr
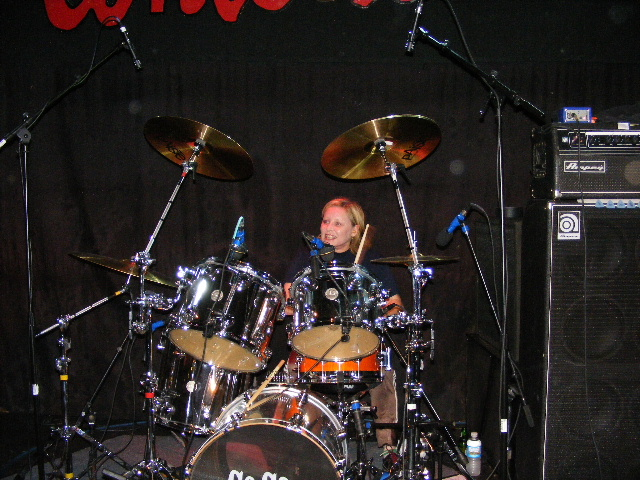
Gina Schock – trummor